# Groupe C des éliminatoires du Championnat d'Europe féminin de football 2022
 (juillet 2019).
Si vous disposez d'ouvrages ou d'articles de référence ou si vous connaissez des sites web de qualité traitant du thème abordé ici, merci de compléter l'article en donnant les références utiles à sa vérifiabilité et en les liant à la section « Notes et références ».
Navigation
Groupe B Groupe D
Cet article donne les résultats des matchs du groupe C des éliminatoires de l'Euro 2022. Le premier du groupe est directement qualifié pour l'Euro 2022. La deuxième équipe du groupe est qualifiée pour l'euro si elle fait partie des trois meilleurs deuxièmes, sinon, elle affrontera une autre équipe terminant deuxième via un tirage au sort en match aller-retour.

## Classement
| Rang | Équipe          | Pts | J | G | N | P | Bp | Bc | Diff |  | Résultats (▼ dom., ► ext.) |      |     |     |     |     |
| ---- | --------------- | --- | - | - | - | - | -- | -- | ---- |  | -------------------------- | ---- | --- | --- | --- | --- |
| 1    | Norvège         | 18  | 6 | 6 | 0 | 0 | 34 | 1  | +33  |  | Norvège                    |      | 6-0 | 1-0 |     |     |
| 2    | Irlande du Nord | 14  | 8 | 4 | 2 | 2 | 17 | 17 | 0    |  | Irlande du Nord            | 0-6  |     | 0-0 | 3-2 | 5-1 |
| 3    | Pays de Galles  | 14  | 8 | 4 | 2 | 2 | 16 | 4  | +12  |  | Pays de Galles             | 0-1  | 2-2 |     | 3-0 | 4-0 |
| 4    | Biélorussie     | 6   | 7 | 2 | 0 | 5 | 11 | 15 | -4   |  | Biélorussie                | 1-7  | 0-1 | 0-1 |     | 6-0 |
| 5    | Îles Féroé      | 0   | 7 | 0 | 0 | 7 | 1  | 42 | -41  |  | Îles Féroé                 | 0-13 | 0-6 | 0-6 | 0-2 |     |

## Résultats et calendrier
| 1re journée        | Îles Féroé | 0-6   | Pays de Galles |  |  |
| 29 aout 2019 18h00 |            | (0-2) |                |  |  |

| 30 aout 2019 | Irlande du Nord | 0-6   | Norvège |  |  |
| 20h45        |                 | (0-2) |         |  |  |

| 2e journée             | Biélorussie | 6-0   | Îles Féroé |  |  |
| 3 septembre 2019 19h00 |             | (2-0) |            |  |  |

| 3 septembre 2019 | Pays de Galles | 2-2   | Irlande du Nord |  |  |
| 20h05            |                | (1-1) |                 |  |  |

| 3e journée           | Biélorussie | 1-7   | Norvège |  |  |
| 4 octobre 2019 17h45 |             | (1-3) |         |  |  |

| 4e journée           | Biélorussie | 0-1   | Pays de Galles |  |  |
| 8 octobre 2019 18h00 |             | (0-0) |                |  |  |

| 8 octobre 2019 | Îles Féroé | 0-13  | Norvège |  |  |
| 18h00          |            | (0-4) |         |  |  |

| 5e journée            | Norvège | 6-0   | Irlande du Nord |  |  |
| 8 novembre 2019 18h00 |         | (2-0) |                 |  |  |

| 3e journée             | Irlande du Nord | 0-0   | Pays de Galles |  |  |
| 12 novembre 2019 20h45 |                 | (0-0) |                |  |  |

| 9e journée              | Îles Féroé | 0-6   | Irlande du Nord |  |  |
| 18 septembre 2020 18h00 |            | (0-4) |                 |  |  |

| 10e journée             | Norvège | 1-0   | Pays de Galles |  |  |
| 22 septembre 2020 18h00 |         | (1-0) |                |  |  |

| 22 septembre 2020 | Îles Féroé | 0-2   | Biélorussie |  |  |
| 18h00             |            | (0-0) |             |  |  |

| 5e journée            | Pays de Galles | 4-0   | Îles Féroé |  |  |
| 22 octobre 2020 17h30 |                | (1-0) |            |  |  |

| 6e journée            | Pays de Galles | 0-1   | Norvège |  |  |
| 27 octobre 2020 17h30 |                | (0-0) |         |  |  |

| 27 octobre 2020 | Biélorussie | 0-1   | Irlande du Nord |  |  |
| 16h30           |             | (0-1) |                 |  |  |

| 7e journée             | Irlande du Nord | 3-2   | Biélorussie |  |  |
| 27 novembre 2020 20h00 |                 | (1-1) |             |  |  |

| 8e journée              | Irlande du Nord | 5 - 1   | Îles Féroé |  |  |
| 1er décembre 2020 20h00 |                 | (2 - 1) |            |  |  |

| 1er décembre 2020 | Pays de Galles | 3 - 0   | Biélorussie |  |  |
| 20h10             |                | (2 - 0) |             |  |  |